# Userkaf
Userkaf war der erste König (Pharao) der 5. Dynastie im Alten Reich Ägyptens. Er regierte etwa von 2500 bis 2490 v. Chr. Über seine Abstammung, das Verhältnis zur Königsfamilie der vorangegangenen 4. Dynastie und die genauen Umstände des Dynastiewechsels ist nur wenig bekannt. In der Landesverwaltung lassen sich unter seiner Herrschaft erste Ansätze einer Öffnung der höchsten Staatsämter für Personen nicht-königlicher Abstammung erkennen. Handelsbeziehungen sind mit Nubien belegt, auch auf Handel mit Griechenland gibt es Hinweise.
Den wichtigsten Aspekt von Userkafs Regierungszeit stellt seine Bautätigkeit dar, zu deren zentralen Projekten eine Pyramidenanlage in Sakkara und ein Sonnenheiligtum bei Abusir gehörten. Letzteres ist der erste Vertreter dieses für die 5. Dynastie typischen Tempeltyps und ein Zeugnis für den stark gewachsenen Einfluss des Kults um den Sonnengott Re. Sowohl im Sonnenheiligtum als auch in der Pyramidenanlage wurden bedeutende Reste königlicher Statuen gefunden, darunter der Kopf der ältesten bekannten Monumentalfigur des alten Ägypten.

## Herkunft und Familie

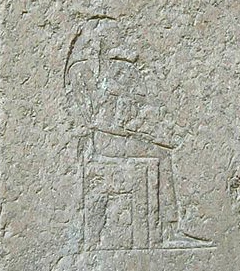
Chentkaus I., die wahrscheinliche Mutter des Userkaf; Darstellung in ihrer Grabanlage in Gizeh

Die Herkunft und die familiären Beziehungen Userkafs sind bislang nur unvollständig bekannt. Der ägyptische Priester und Geschichtsschreiber Manetho schrieb im 3. Jahrhundert v. Chr., Userkaf käme aus Elephantine an der Südgrenze Ägyptens. Ob diese Überlieferung auf Tatsachen beruht, ist unklar. Immerhin scheint er nicht direkt der Königsfamilie der 4. Dynastie zu entstammen.
Schlüsselrollen bei der Frage nach dem Übergang von der 4. zur 5. Dynastie spielen zum einen eine Erzählung aus dem Papyrus Westcar, in dem Userkaf und seine beiden Nachfolger Sahure und Neferirkare als Drillinge und Söhne einer Rudj-Djedet bezeichnet werden, und zum anderen die in Gizeh bestattete Chentkaus I., die als historisches Vorbild der literarischen Rudj-Djedet und als „Stammmutter“ der 5. Dynastie gilt. Chentkaus trug einen Titel, der meist mit „Mutter zweier Könige von Ober- und Unterägypten“ übersetzt wird. Daher wurde lange Zeit angenommen, dass zumindest zwei der ersten drei Könige der 5. Dynastie tatsächlich Brüder waren. Da aber keiner von ihnen in Chentkaus’ Grab namentlich genannt und Chentkaus umgekehrt auch in keiner königlichen Grabanlage erwähnt wird, gab es verschiedene Auffassungen über die genaue Familienkonstellation. So wurde etwa in Betracht gezogen, dass sie die Mutter von Userkaf und Neferirkare sowie die Großmutter von Sahure war. Nach einer anderen Hypothese wurde sie hingegen als Gemahlin des Userkaf und Mutter von Sahure und Neferirkare angesehen.
Durch den Fund einiger Reliefblöcke vom Aufweg der Sahure-Pyramide im Jahr 2002 ist das familiäre Verhältnis der drei Könige inzwischen etwas klarer geworden. Auf ihnen wird eindeutig Königin Neferhetepes als Mutter von Sahure identifiziert. Für sie hatte Userkaf eine kleine Pyramidenanlage neben seinem eigenen Grabmal in Sakkara errichten lassen. Sie war demnach seine Gemahlin und Sahure sein Sohn. Ebenso ist mittlerweile die Stellung von Neferirkare gesichert. Er war ein Sohn von Sahure und seiner Schwestergemahlin Meretnebty und somit ein Enkel von Userkaf.
Das genaue Verhältnis zwischen Chentkaus I. und Userkaf ist allerdings nach wie vor nicht sicher geklärt. Mit hoher Wahrscheinlichkeit war sie seine Mutter, doch gibt es dafür nur indirekte Hinweise. Da sie zwar den Titel einer „Königsmutter“, aber weder den Titel einer „Königstochter“ noch einer „Königsgemahlin“ trug, entstammte sie wohl zumindest nicht unmittelbar der Königsfamilie der 4. Dynastie oder höchstens einer Seitenlinie und war daher mit den letzten Königen der 4. Dynastie – Mykerinos, Schepseskaf und Thamphthis – weder verwandt noch verheiratet. Als ihr Sohn kommt daher lediglich Userkaf in Frage. Über seinen Vater und mögliche Geschwister ist nichts bekannt.

## Herrschaft
| Abusir |

| et-Tod |

| Buhen |

| Sakkara |

| Tihna al-Dschabal |

### Regierungsdauer
Die genaue Regierungsdauer des Userkaf ist unbekannt. Der Königspapyrus Turin, der im Neuen Reich entstand und ein wichtiges Dokument zur ägyptischen Chronologie darstellt, nennt sieben Jahre, der im 3. Jahrhundert v. Chr. lebende ägyptische Priester Manetho 28. Das höchste zeitgenössisch sicher belegte Datum ist ein „3. Mal der Zählung“, womit die ursprünglich als Horusgeleit eingeführte landesweite Zählung des Viehs zum Zweck der Steuererhebung gemeint ist. Eine gewisse Problematik birgt der Umstand, dass diese Zählungen anfangs alle zwei Jahre stattfanden (das heißt auf ein „x-tes Jahr der Zählung“ folgte ein „Jahr nach dem x-ten Mal der Zählung“), später aber zum Teil auch jährlich stattfinden konnten (auf ein „x-tes Jahr der Zählung“ folgte das „y-te Jahr der Zählung“). Bei der Annahme einer recht kurzen Regierungszeit würde dieser Umstand allerdings nicht sehr ins Gewicht fallen. Problematischer sind vier Datumsangaben, die im Sonnenheiligtum des Userkaf gefunden wurden und ein „5. Mal der Zählung“ sowie ein „Jahr nach dem 5. Mal der Zählung“ nennen. Da jedoch bei diesen Datumsangaben kein Königsname steht, ist bis heute unklar, ob sie Userkaf zuzurechnen sind oder ob sie bei Umbaumaßnahmen durch einen späteren König, etwa Sahure oder Neferirkare, angebracht wurden. Die ägyptologische Forschung tendiert bei dieser Frage eher zur zweiten Möglichkeit und nimmt für Userkaf eine kurze Regierungszeit an. So akzeptierte etwa Wolfgang Helck die Angaben des Turiner Papyrus und ging von sieben Regierungsjahren aus; Jürgen von Beckerath rechnet mit acht Jahren.

### Landesverwaltung

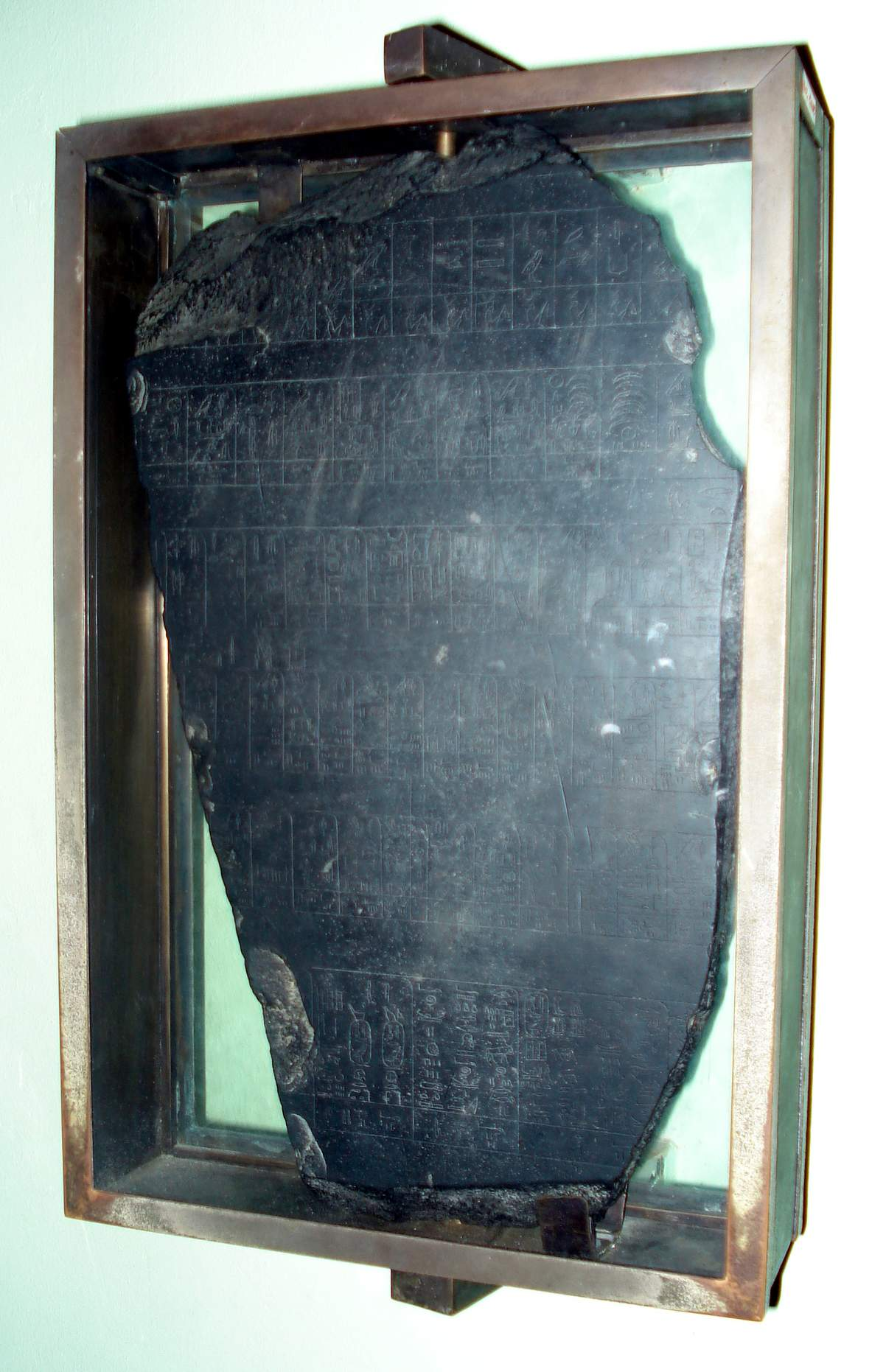
Der Palermostein

Über das Verwaltungssystem unter Userkaf ist kaum etwas bekannt. An hohen Beamten lässt sich lediglich der Wesir Sechemkare sicher seiner Regierungszeit zuordnen. Dieser war ein Sohn von König Chephren und übte das Wesirsamt nach Userkafs Tod auch noch unter dessen Nachfolger Sahure aus. Unsicher ist hingegen die Datierung der beiden „Vorsteher aller Arbeiten des Königs“ Anchchufu und Nianchre. Ersterer wird ans Ende der 4. oder den Anfang der 5. Dynastie datiert, letzterer an den Anfang der 5. Dynastie. Sie könnten ihr Amt also unter Userkaf ausgeübt haben. Gemäß den Titelfolgen in ihren Gräbern stammten sie nicht aus der Königsfamilie. Zwar trug Nianchre den Titel „Königssohn“, doch war dies wohl eher ein Ehrentitel, da ihm weitere Titel fehlten, die für leibliche Königssöhne typisch waren.

### Religiöse Handlungen
Die Verehrung des Sonnengottes Re, die seit Mitte der 4. Dynastie wichtiger Bestandteil der Königsideologie war, erreichte unter Userkaf durch den Bau eines in den königlichen Totenkult einbezogenen Sonnenheiligtums einen neuen Höhepunkt. Dass der Religion auch wirtschaftlich eine höhere Bedeutung zukam als noch in der 4. Dynastie, wird aus den Einträgen des Palermosteins, einem bedeutenden Teilstück des Annalensteins der 5. Dynastie, deutlich. Während dort für Userkafs Vorgänger noch von verschiedensten Ereignissen berichtet wird – etwa Kriegszüge, Errichtung von Bauwerken und Statuenstiftungen – so bestehen die Einträge von Userkaf selbst sowie die seiner Nachfolger Sahure und Neferirkare fast ausschließlich aus Landschenkungen und Opfergaben an die großen Tempel. Für Userkaf sind umfangreiche Schenkungen an sein Sonnenheiligtum und an den Tempel von Heliopolis belegt, darüber hinaus die Errichtung eines Schreins im Tempel von Buto.
In einem der Fraser-Gräber bei Tihna al-Dschabal ließ dessen Besitzer Nekaanch eine Inschrift anbringen, aus der hervorgeht, dass seine Ernennung zum Priester der Hathor auf Veranlassung Userkafs geschah.

### Außenbeziehungen

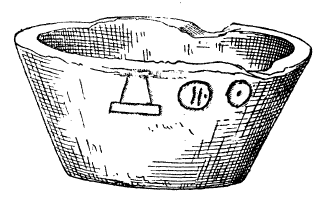
Marmor-Gefäß aus Kythira mit Namen des Sonnenheiligtums des Userkaf

Durch Siegelabdrücke aus Buhen sind Beziehungen nach Nubien während Userkafs Regierungszeit belegt. Darüber hinaus könnte es Handelsbeziehungen nach Griechenland gegeben haben. Auf der Insel Kythira zwischen Kreta und dem Peloponnes wurde in den 1890er Jahren ein Marmor-Gefäß gefunden, auf dem der Name von Userkafs Sonnenheiligtum eingraviert ist. Es ist aber unklar, ob es bereits während Userkafs Herrschaft an seinen Fundort gelangte oder erst in späterer Zeit.
Der Palermostein nennt in einem schwer zu lesenden Eintrag eine Tributlieferung, die von zahlreichen Männern im Jahr nach dem 1. Mal der Zählung von einer nicht genau lokalisierbaren Örtlichkeit an die Pyramidenanlage des Userkaf geliefert wurde. Nach einer Lesung von Hartwig Altenmüller scheint es sich bei den Gabenbringern um 303 (?) Ägypter gehandelt zu haben, die während der Wirren beim Übergang von der 4. zur 5. Dynastie verbannt worden waren und nun Treue gelobend aus ihrem vermutlich im südlichen Palästina gelegenen Exil zurückkehrten. Bei ihren Tributen handelte es sich um 70 Asiaten, die sie als Arbeitskräfte in den Dienst der königlichen Pyramidenanlage übergaben.

## Bautätigkeit

### Die Userkaf-Pyramide in Sakkara

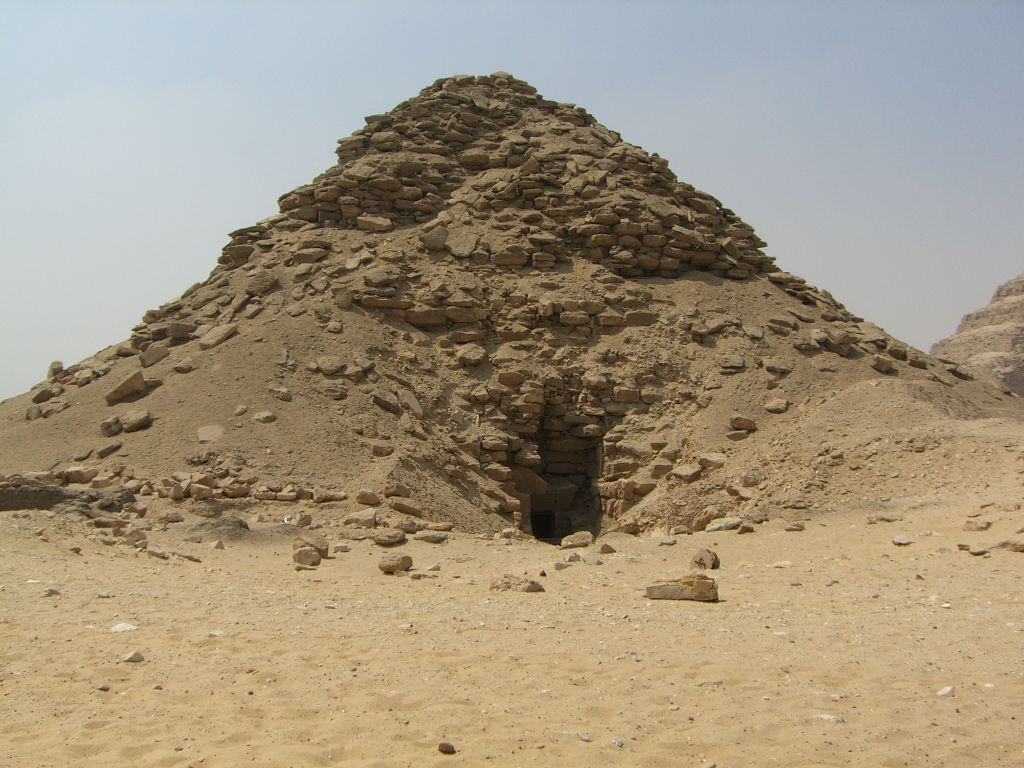
Die Userkaf-Pyramide in Sakkara

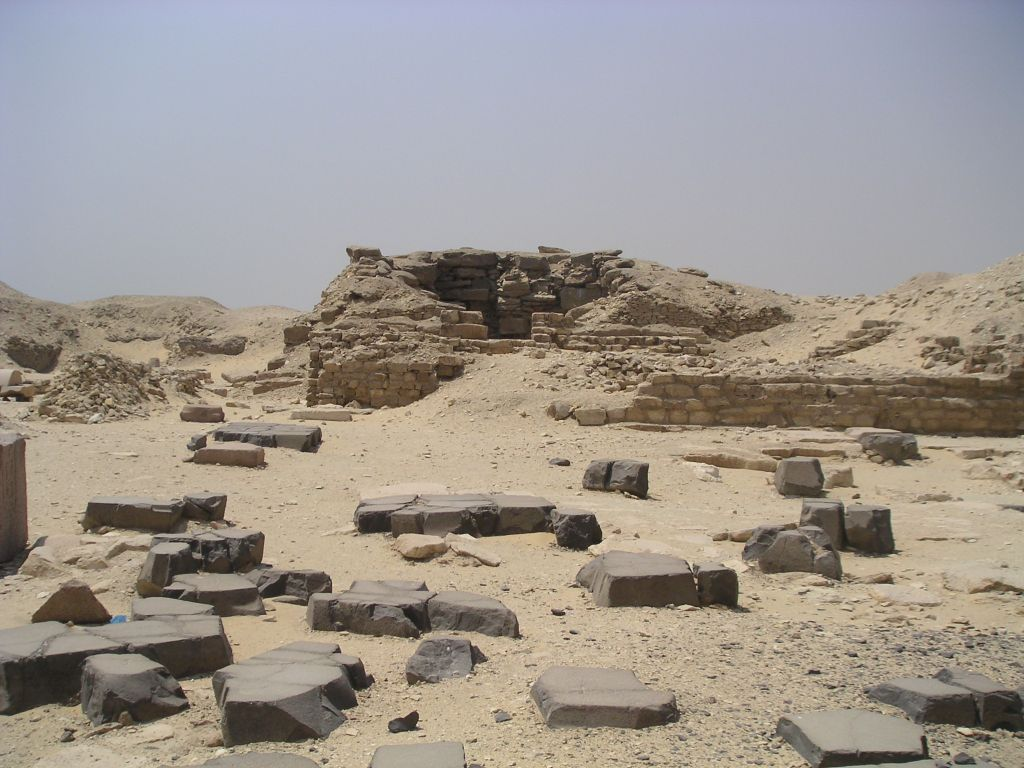
Die Ruine der Neferhetepes-Pyramide

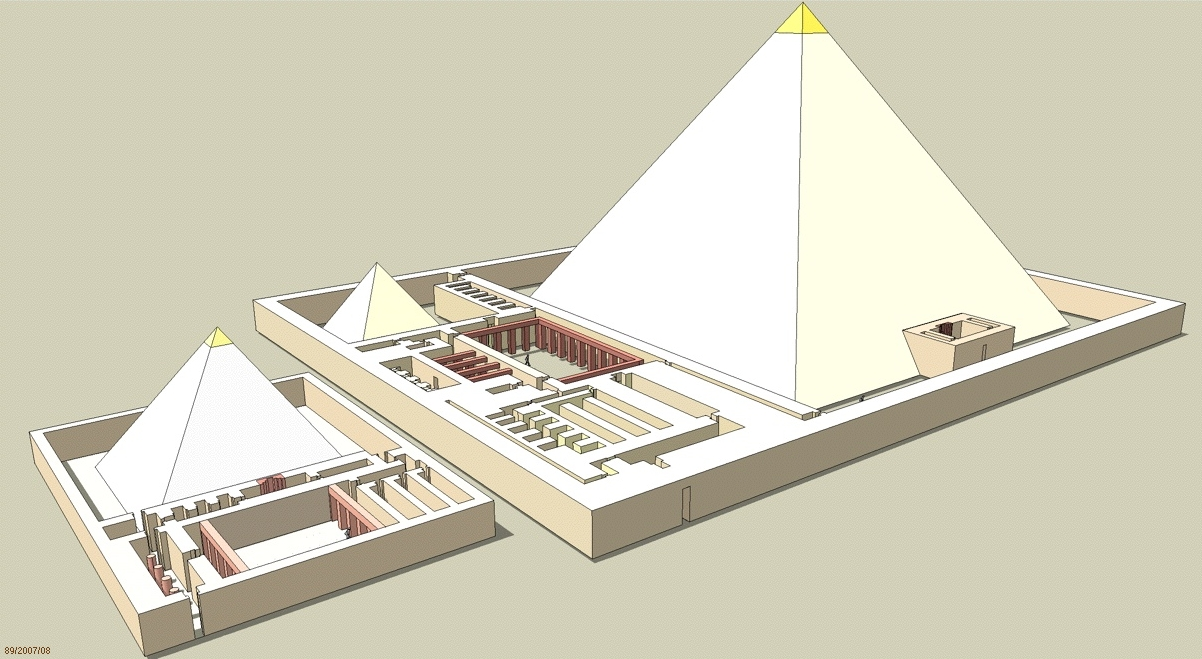
Rekonstruktion der Pyramidenanlagen des Userkaf und der Neferhetepes

Nachdem sein Vorgänger Schepseskaf für sich ein Grabmal in Form einer riesigen Mastaba errichten ließ, kehrte Userkaf wieder zur Form der Pyramide zurück. Als Standort wählte er die unmittelbare Nähe der Djoser-Pyramide in Sakkara. Userkafs Grabmal mit dem altägyptischen Namen „Rein sind die (Kult-)Stätten des Userkaf“ weist einige Neuerungen gegenüber älteren Pyramiden auf, die teilweise von späteren Herrschern übernommen wurden, teilweise aber auch einmalig blieben.
Mit einer Seitenlänge von 73,30 Metern und einer ursprünglichen Höhe von 49,40 Metern war die Userkaf-Pyramide deutlich kleiner konzipiert als ihre Vorgängerbauten. Als Baumaterial für das Kernmauerwerk diente grob behauener Kalkstein von lokaler Herkunft, für die Verkleidung wurde feinerer Tura-Kalkstein verwendet. Der Eingang zum unterirdischen Kammersystem befindet sich nicht mehr wie bei den Pyramiden der 4. Dynastie in erhöhter Position auf der Nordseite, sondern im Pflaster des vor ihr liegenden Hofes. Von dort führt zuerst ein absteigender Gang hinab, der dann in die Waagerechte übergeht. Hinter einer Blockiervorrichtung gibt es östlich eine Abzweigung zu einer T-förmigen Magazinkammer. Der Hauptgang führt nach Süden weiter zur Vorkammer, an die sich westlich die eigentliche Grabkammer anschließt, in welcher Reste eines Basalt-Sarkophages gefunden wurden.
Der Totentempel ist im Verhältnis zur Pyramide deutlich größer ausgeführt, als es bei früheren Pyramiden der Fall war. Diese starke Betonung des Totentempels wurde von Userkafs Nachfolgern der 5. und 6. Dynastie übernommen, einmalig blieb jedoch seine Position an der Südseite der Pyramide statt wie in der 4. Dynastie üblich an der Ostseite. Obwohl der Tempel durch spätere Baumaßnahmen großflächig zerstört ist, lassen sich drei Hauptabschnitte rekonstruieren: ein südöstlicher Eingangsbereich, einem Mittelteil, der einen offenen Pfeilerhof und das Allerheiligste umfasste, sowie einen südwestlichen Abschnitt, in dem eine kleine Kultpyramide stand. Im Pfeilerhof wurden zahlreiche Relief-Fragmente und der Kopf einer Kolossal-Statue gefunden. Die Pyramide und der Totentempel sind von einer Umfassungsmauer umgeben, der Taltempel und der Aufweg, der diesen mit dem Totentempel verband, sind bisher unausgegraben.

### Die Königinnenpyramide der Neferhetepes in Sakkara
Südlich des Totentempels befindet sich als Königinnenpyramide die Neferhetepes-Pyramide, die über einen eigenen, vom Grabmal des Userkaf abgesetzten Pyramidenkomplex verfügt. Sie war ursprünglich als dreistufiger Bau mit einer Verkleidung aus weißen Kalksteinblöcken errichtet worden. Das unterirdische Kammersystem besteht aus einer Vor- und einer Grabkammer, die beide mit einem Giebeldach versehen waren. An der Ostseite der Pyramide liegt ein stark zerstörter Totentempel, der wohl ähnlich konzipiert war wie derjenige der Königspyramide und über einen zentralen, pfeilerumstandenen Hof, eine Opferhalle, Statuennischen und Magazinräume verfügte.

### Das Sonnenheiligtum des Userkaf in Abusir

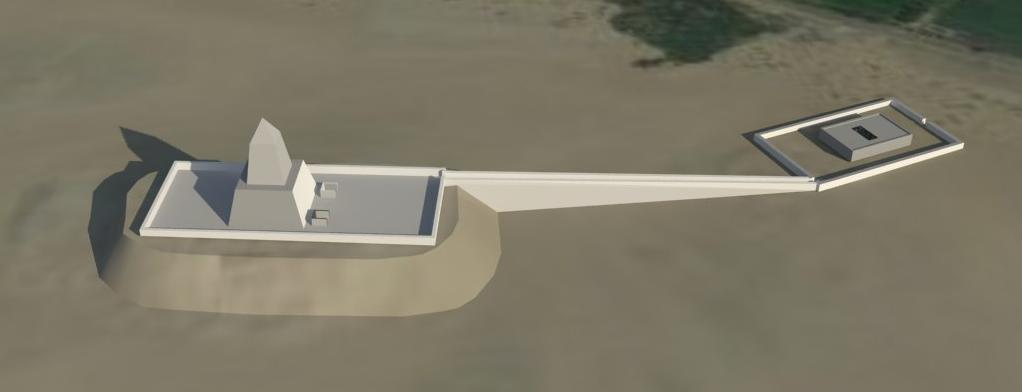
Rekonstruktion des Sonnenheiligtums des Userkaf

In Abusir errichtete Userkaf ein Sonnenheiligtum mit dem Namen „Festung des Re“. Es stellt das erste Exemplar dieses Tempeltyps dar und ist neben dem Sonnenheiligtum des Niuserre das einzige noch erhaltene der insgesamt sechs bekannten Sonnenheiligtümer der 5. Dynastie. Die Anlage wurde in den 1950er Jahren unter Leitung von Herbert Ricke ausgegraben. Dieses Heiligtum besitzt einen Taltempel mit einer Vorkammer, einem Mittelteil, einem pfeilerumstandenen Hof und sieben Nischen. In südwestlicher Richtung führt ein breiter Aufweg zum eigentlichen Heiligtum. Ricke konnte feststellen, dass dieses in mehreren Bauphasen errichtet worden war. In seinem Endzustand besaß es einen zentralen monumentalen Sockel, auf dem ein Obelisk aus Granit stand. Östlich vor dem Sockel stand ein Altar und seitlich davon jeweils ein Statuenschrein. Das Heiligtum ist von einer Mauer umgeben, an deren südlichen Außenseite sich ein Nebengebäude anschließt.
Nach Auswertung zeitgenössischer Schriftquellen scheint der markante Obelisk erst in einer späteren Bauphase von einem der Nachfolger Userkafs, entweder Sahure oder Neferirkare, entstanden zu sein. In Texten aus Userkafs Regierungszeit wurde der Name des Sonnenheiligtums stets mit einem Determinativ (Deutzeichen) geschrieben, das vermuten lässt, dass an der Stelle des späteren Obelisken lediglich ein hölzerner Pfeiler stand, der mit einer Sonnenscheibe bekrönt war.

### Der Tempel von et-Tod
Die ältesten Spuren des Tempels des Month in et-Tod gehen auf Userkaf zurück. Durch zahlreiche Umbauten vom Mittleren Reich bis in die Ptolemäerzeit sowie durch den starken Zerstörungsgrad des Tempelbaus ist von der Anlage des Userkaf nur sehr wenig erhalten. Rekonstruieren lässt sich lediglich, dass er einen kleinen Ziegeltempel errichten ließ, zu dem auch ein Pfeiler aus Granit gehörte, der den Namenszug des Königs trägt.

## Statuen
Statuen des Userkaf wurden bisher an zwei Orten gefunden: Im Taltempel seines Sonnenheiligtums (siehe Abbildung oben) in Abusir und im Totentempel seiner Pyramide in Sakkara. Keine der Statuen ist vollständig erhalten; die herausragendsten Exemplare sind zwei gut erhaltene Statuenköpfe.
Einer von ihnen wurde in den 1950er Jahren bei Grabungen außerhalb des Taltempels des Userkaf-Heiligtums entdeckt und befindet sich heute im Ägyptischen Museum von Kairo (Inv.-Nr. JE 90220). Er besteht aus Grauwacke und misst 45 × 26 × 25 cm. Der König ist bartlos dargestellt und trägt auf dem Kopf die rote Krone Unterägyptens. Der Ausgräber Herbert Ricke nahm ursprünglich an, es handle sich um ein Bildnis der Göttin Neith, die ebenfalls auf diese Weise dargestellt wurde. Später wurden allerdings Reste eines mit schwarzer Farbe aufgemalten Schnurrbartes ausgemacht, wodurch eindeutig bestätigt wurde, dass es sich um die Statue eines Königs handelt.
Weitere Statuenfunde aus dem Userkaf-Heiligtum sind kleinere Fragmente aus Kalkstein, Granit und rotem Sandstein, die bereits 1907 von Ludwig Borchardt entdeckt wurden. Ein weiteres Stück aus Alabaster gehörte ursprünglich zu einer fast lebensgroßen Statue. Es zeigt Mund und Kinn des Königs und befindet sich heute im Ägyptischen Museum in Berlin (Inv.-Nr. ÄM 19774).
Ein weiterer sehr gut erhaltener Statuenkopf wurde 1928 von Cecil Firth im Totentempel der Userkaf-Pyramide gefunden und befindet sich heute ebenfalls im Besitz des Ägyptischen Museums in Kairo (Inv.-Nr. JE 52501). Der Kopf besteht aus Rosengranit und hat eine Höhe von 75 cm. Er gehörte somit ursprünglich zu einer Kolossalstatue von etwa vier Metern Höhe (ausgehend von der Annahme, es habe sich um eine Sitzstatue gehandelt) und damit abgesehen von der Großen Sphinx von Gizeh zur bis dahin größten bekannten Statue des alten Ägypten. Der König ist hier ebenfalls bartlos dargestellt und trägt das Nemes-Kopftuch mit einer Uräusschlange auf der Stirn. Ebenfalls im Totentempel der Pyramide wurden weitere Statuen-Fragmente aus Granit und Diorit gefunden, die den Eigen- und Horusnamen Userkafs tragen.
Von unbekannter Herkunft ist ein weiteres Stück, das möglicherweise Userkaf darstellt. Es befindet sich heute im Cleveland Museum of Art (Inv.-Nr. 1979.2). Es handelt sich um den Kopf einer Statue aus Kalkstein und zeigt den König mit Zeremonialbart und der weißen Krone Oberägyptens. Es hat eine Höhe von 17,2 cm, eine Breite von 6,5 cm und eine Tiefe von 7,2 cm. Auf dem Gesicht sind Reste von Bemalung erhalten.

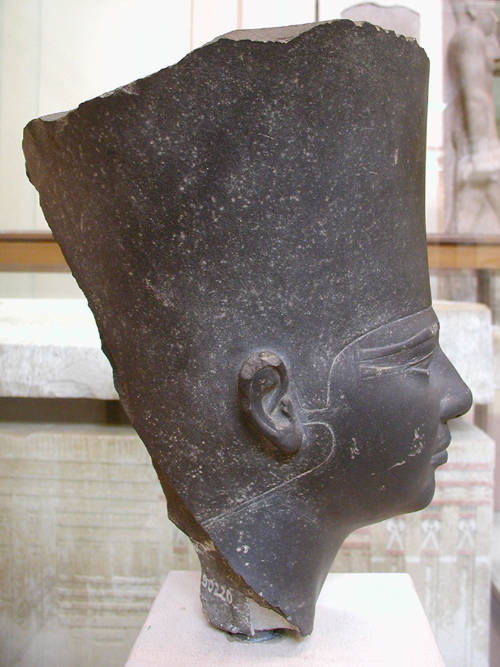
Kopf einer Statue des Userkaf, Ägyptisches Museum Kairo (JE 90220)
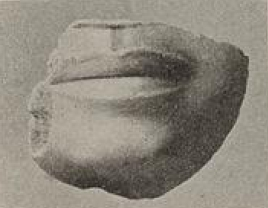
Fragment einer Alabaster-Statue des Userkaf, Ägyptisches Museum Berlin (ÄM 19774)
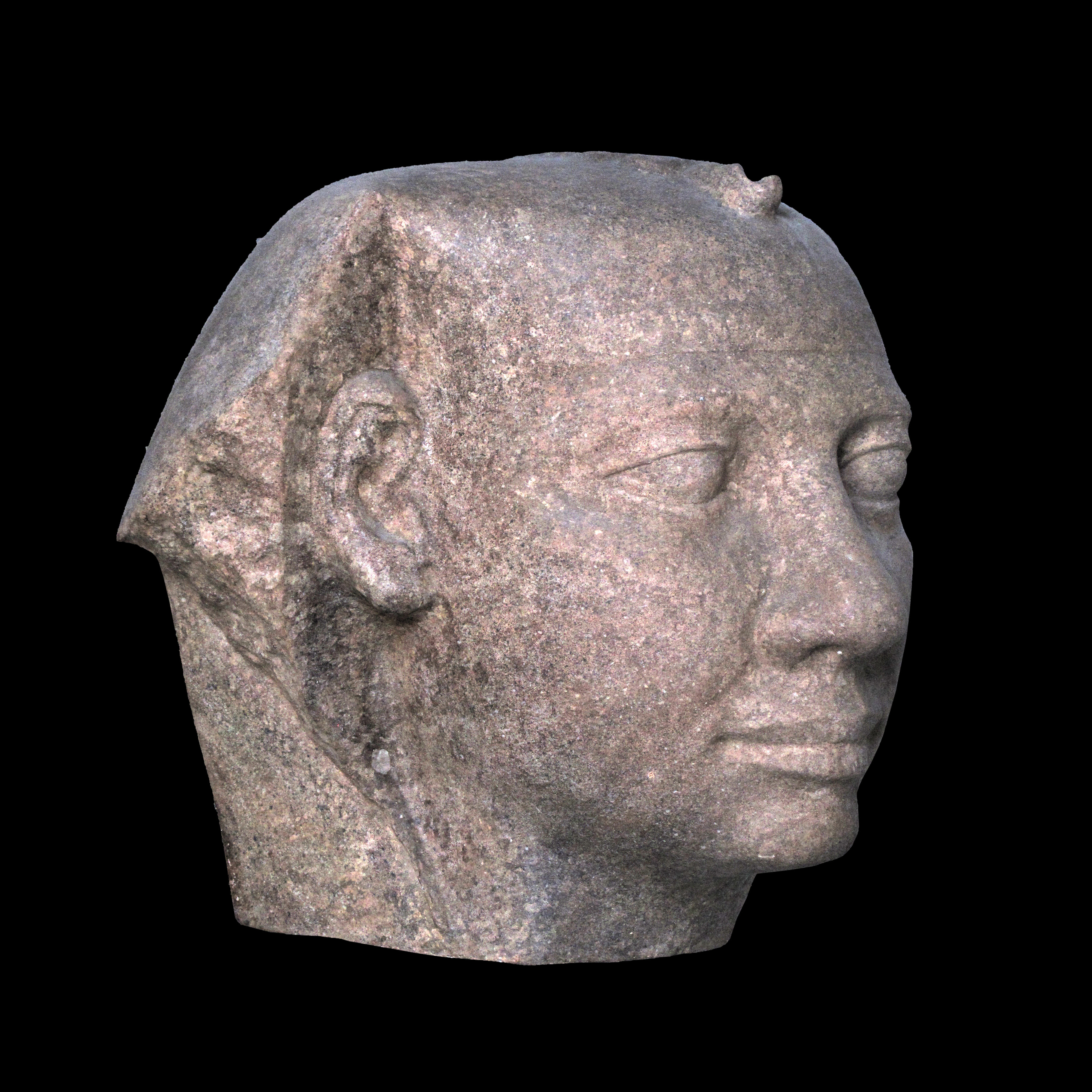
Kopf einer Kolossalstatue des Userkaf, Ägyptisches Museum Kairo (JE 52501, Kopie in der Universität Lausanne)
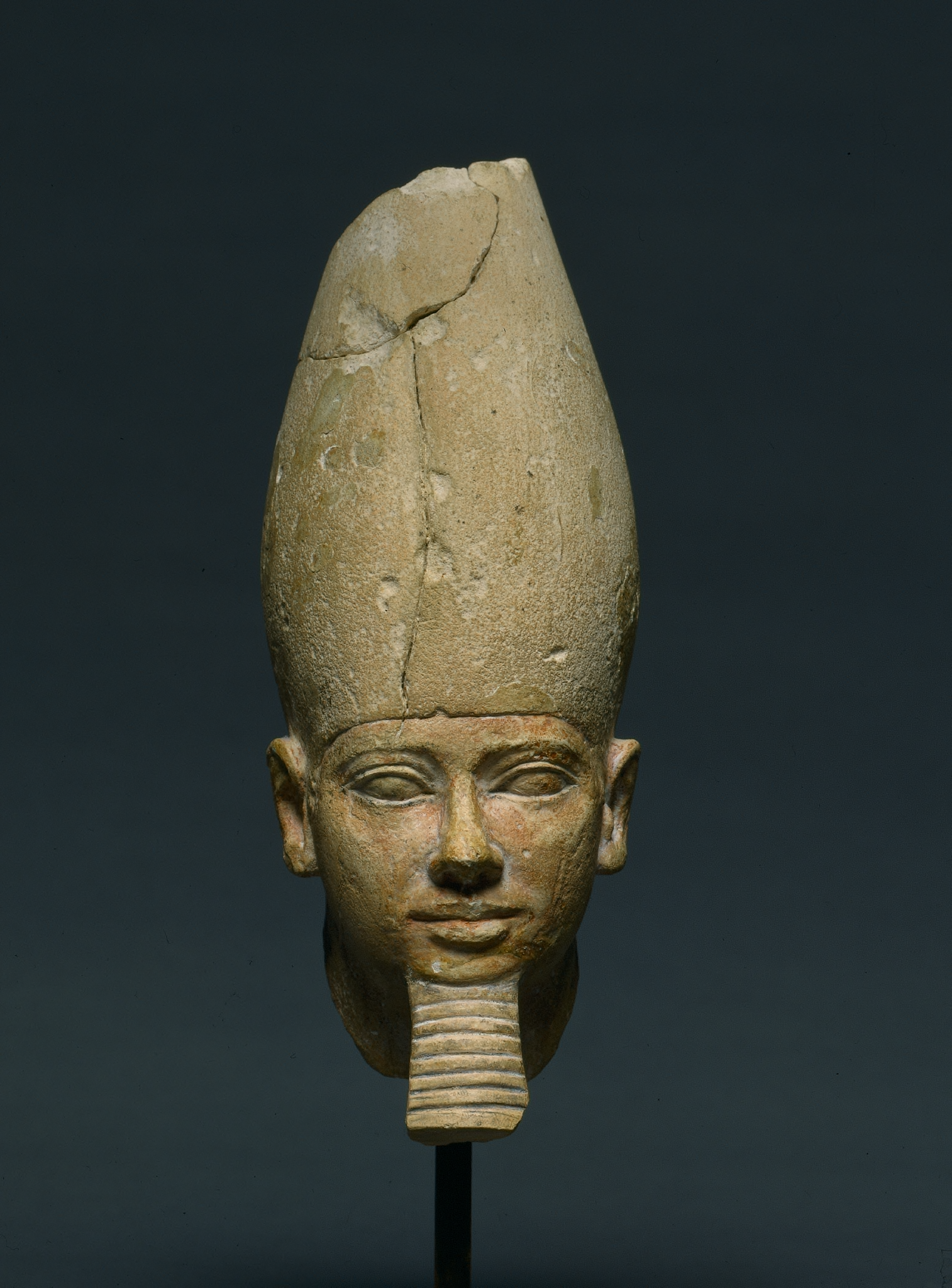
Kopf der Statue eines Königs, möglicherweise Userkaf, Cleveland Museum of Art (1979.2)

## Userkaf im Gedächtnis des Alten Ägypten
Userkaf genoss im weiteren Verlauf der ägyptischen Geschichte noch lange Zeit hohes Ansehen. Seine kultische Verehrung hielt allerdings nicht sehr lang an und seine Bauwerke wurden dem Verfall preisgegeben. Während des Mittleren Reiches, zu Beginn der 12. Dynastie ließ König Amenemhet I. Teile von Userkafs Pyramidenanlage abreißen und verwendete die Steine zum Bau seiner eigenen Pyramide in el-Lischt.

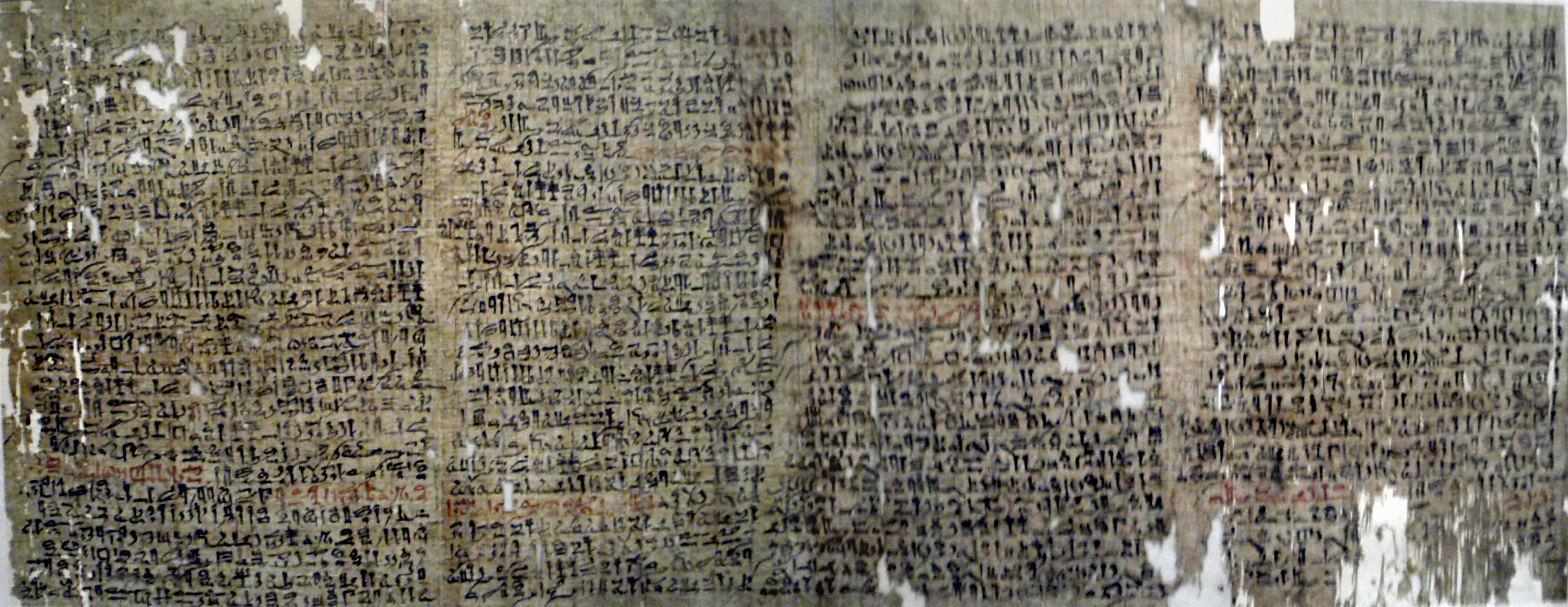
Der Papyrus Westcar (Ägyptisches Museum Berlin)

Wohl ebenfalls im Mittleren Reich wurde Userkaf erstmals in einem literarischen Werk, nämlich in einer der Geschichten des Papyrus Westcar, erwähnt. Als Entstehungszeit der Geschichten wird mehrheitlich die 12. Dynastie angenommen, obgleich mittlerweile vermehrt Argumente angebracht werden, sie in die 17. Dynastie zu datieren, aus welcher auch der überlieferte Papyrus stammt. Die Handlung spielt am Königshof und dreht sich um Pharao Cheops aus der 4. Dynastie als Hauptperson. Um sich die Langeweile zu vertreiben, lässt er sich von seinen Söhnen wundersame Geschichten erzählen. Nachdem drei seiner Söhne ihm bereits über vergangene Wunder berichtet haben, lässt als vierter Hordjedef schließlich einen noch lebenden Zauberer namens Djedi herbeibringen, welcher zunächst Zauberkunststücke vorführt. Cheops möchte daraufhin von Djedi wissen, ob dieser die Zahl der jpwt (genaue Bedeutung des Wortes unklar, u. a. übersetzt mit Schlösser, Kammern, Kisten) des Thot-Heiligtums von Heliopolis kenne. Djedi verneint und erklärt, dass Rudj-Djedet, die Frau eines Re-Priesters, drei Söhne gebären wird, die den Königsthron besteigen werden. Der Älteste von diesen soll die Zahl herausfinden und Cheops übermitteln. Djedi fügt noch beschwichtigend hinzu, dass diese Drei erst dann den Thron besteigen werden, wenn bereits Cheops’ Sohn und Enkel geherrscht haben werden. Cheops beschließt daraufhin, den Wohnort der Rudj-Djedet aufzusuchen. Anschließend erfolgt unvermittelt die Beschreibung der Geburt der drei Könige. Die vier Göttinnen Isis, Nephthys, Meschenet und Heket sowie der Gott Chnum treten auf und werden von Rauser, Rudj-Djedets Ehemann, zu der Gebärenden geleitet. Durch Tanz und Zaubersprüche verhelfen sie den drei Königen auf die Welt. Ihre Namen sind hier wiedergegeben als User-Re-ef, Sah-Re und Keku, es handelt sich also um die ersten drei Könige der 5. Dynastie: Userkaf, Sahure und Neferirkare Kakai.
Aus dem Neuen Reich ist ein Relief-Bruchstück bekannt, welches aus dem Grab eines Priesters namens Mehu aus Sakkara stammt und in die 19. oder 20. Dynastie datiert. Auf ihm sind drei Gottheiten abgebildet, denen eine Reihe von verstorbenen Königen gegenübersteht. Dies sind Djoser und Djoserteti aus der 3. Dynastie sowie Userkaf aus der 5. Dynastie. Von einem vierten König ist nur noch ein stark zerstörter Namenszug erhalten, der teils als Schepseskare, teils als Djedkare gelesen wurde. Das Relief ist ein Ausdruck der persönlichen Frömmigkeit des Grabinhabers, der damit die alten Könige für ihn zu den Göttern beten ließ.
Während der 19. Dynastie führte Chaemwaset, ein Sohn Ramses’ II., landesweit Restaurierungsprojekte durch. Dazu gehörten auch zahlreiche Pyramiden, wie durch Inschriften bekannt ist. Möglicherweise zählte auch die Userkaf-Pyramide dazu, denn auch an den Fragmenten ihrer Verkleidung wurden Reste einer Hieroglypheninschrift gefunden.